# 李小龍傳
《李小龍傳》（英語：Spirit of the Dragon，又名《龍在江湖》），香港亞洲電視製作的劇集，監製戚其義。

## 劇情
李小龍（吳大維飾）年少時已學習功夫，終日與人打架，還挑戰新來的同學石小虎（呂頌賢飾），但卻飲恨敗於虎半招之內，後來龍的莫逆之交唐發（張家輝飾）惹下大禍，還連累龍，龍父李百川（劉家良飾）憂心愛子前途，唯有忍痛將龍送到美國讀書，發亦同行。龍在美國修讀哲學，發覺中國人儘是散沙一盤，處處受人欺凌，憑著他的功夫根底，終於在唐人街打出名堂，同時亦喚醒中國人每顆熾熱的心，成立了中國同學會，從此團結一致，令中國人地位大大提升，還設館授徒。宏楊中國武術。
在感情路上，龍先後認識了活潑機靈的方霏（萬綺雯飾）、婦解份子葉惠明（關詠荷飾）及柔情似水LINDA MOORE（譚筠怡飾），最後龍明白自己深愛著LINDA，二人終結成夫婦。龍時刻鑽研武術，可是融匯多家武學一起，亦未能將功夫發揮至最高境界，因緣際會，龍遇上會叱吒武術界的嚴星南、常徹夜討論功夫，南更鼓勵龍參加拳賽，龍因此被荷里活片商看中，在電視片集中亮相，后更回港拍功夫電影，名噪一時，因其間引來許多人挑戰，屢獲勝利。龍心懸當年自己半招之虎，誓要與之再決高下，龍終獲勝，此後龍專心拍戲，其電影深受廣大觀眾讚賞，令龍成為享譽國際的一代功夫明星。

## 演員
- 吳大維 飾 李小龍
- 劉家良 飾 李百川（影射：李海泉）
- 呂頌賢 飾 石少虎
- 張家輝 飾 唐　發（影射：小麒麟）
- 關詠荷 飾 葉蕙明
- 萬綺雯 飾 方　霏
- 江　華 飾 高天鵬
- 張　錚 飾 歐　威
- 譚筠怡 飾 BRENDA（影射：蓮達·李·卡德威爾）
- 高　雄 飾 嚴星南
- 蔡曉儀 飾 雯　雯
- 張錦程 飾 林　榮
- 戴耀明 飾 羅有后
- 陳錦鴻 飾 中村季有
- 冼灝英 飾 陳蝦米
- 鄧健文 飾 唐人街少年
- 梁　珊 飾 何翠蓮
- 莫家堯 飾 李繼祖
- 龐秋雁 飾 李詠兒
- 陳山河 飾 李建邦
- 黃允財 飾 白玉樓
- 徐二牛 飾 葉　軒（影射：葉問）
- 駱達華 飾 STEPHEN
- 歐錦棠 飾 王十二（影射：黃淳樑）
- 黃樹棠 飾 林　佳
- 王清河 飾 靚　就
- 梁碧芝 飾 小　雲
- 梁頌詩 飾 小　吉
- 黎虹讌 飾 甄綺琪
- 郭耀明 飾 馬偉豪（ANDY）
- 李美美 飾 丁　萍
- 宗　揚 飾 陳　彬
- 鄧德光 飾 台　長
- 邱展鵬 飾 崩牙九
- 仲　煒 飾 馬督察
- 歐陽耀麟 飾 劉子偉
- 韓義生 飾 劉　堅
- 梁啟智 飾 導　演
- 梁日豪 飾 孟　雄
- 江　虹 飾 朱　正
- 佘文炳 飾 戴老闆
- 鄭恕峰 飾 羅探長
- 孫名翠 飾 周露絲
- 曾瑋明 飾 鄧　松
- 梁錦燊 飾 波　哥
- 鮑起靜 飾 方　母
- 何偉龍 飾 魏忠賢
- 麥麗紅 飾 余麗瓊
- 劉錦玲 飾 余安妮 （影射：林燕妮）
- 李　岡 飾 梁威武
- 李凌江 飾 FRANLCIE
- 鄭　賢 飾 徒　弟（詠春）
- 嘉　俊 飾 徒　弟（詠春）
- 陳嘉偉 飾 徒　弟（詠春）
- 劉國武 飾 徒　弟（詠春）
- 陳　東 飾 教　頭
- 李陽春 飾 教　頭
- 甘　山 飾 中村太郎
- 江　圖 飾 成　叔
- 王　瑋 飾 丁蓓蓓
- 林文偉 飾 大頭標
- 羅青浩 飾 江日新（影射：鄒文懷）
- 黃振輝 飾 記者星

| 香港亞洲電視本港台 星期一至五 20:30-21:30 | 香港亞洲電視本港台 星期一至五 20:30-21:30 | 香港亞洲電視本港台 星期一至五 20:30-21:30 |
| ----------------------------------------- | ----------------------------------------- | ----------------------------------------- |
|                                           | 李小龍傳 （1992.7.27 - 1992.9.4）         |                                           |
| 烈火雄風 （1992.6.22 - 1992.7.24）        | 八婆會館 （1992.9.7 - 1992.10.2）         |                                           |